# 涙の海で抱かれたい 〜SEA OF LOVE〜
「涙の海で抱かれたい 〜SEA OF LOVE〜」（なみだのうみでだかれたい シー・オブ・ラヴ）は、サザンオールスターズの楽曲。自身の47作目のシングルとして、タイシタレーベルから12cmCD・12インチレコードで2003年7月23日に発売された。
2014年12月17日からはダウンロード配信、2019年12月20日からはストリーミング配信が開始されている。

## 背景・制作
デビュー25周年を迎え、オリジナルシングルとしては「この青い空、みどり 〜BLUE IN GREEN〜」以来の約2年8か月ぶりとなる再始動最初の作品。5人体制としては最初のシングル。
本作以降、大森隆志の独立によりサザンには正式なギタリストがいないこともあり、斎藤誠や小倉博和などかねてから桑田と公私で交友のあるミュージシャンがサポートメンバーとして参加している。また、これまでメンバーそれぞれの担当楽器のみがクレジットされていたが、本作以降は桑田にほとんどの楽器のクレジットがされており、正式メンバーがいるベースやドラムスまで演奏している。理由として桑田は「曲によって異なったニュアンスを出すため」と述べている。

## プロモーション
テレビ披露
| 放送日        | 番組名                                                              | 放送局     | 披露曲 | 出典   |
| ------------- | ------------------------------------------------------------------- | ---------- | --- | ------ |
| 2003年6月29日 | 桑田佳祐の音楽寅さん 〜MUSIC TIGER〜 サザンオールスターズスペシャル | フジテレビ | 「涙の海で抱かれたい 〜SEA OF LOVE〜」 「女呼んでブギ」 「ニッポンのヒール」 「旅姿六人衆」 「栞のテーマ」 「HOTEL PACIFIC」 「勝手にシンドバッド」 「愛の言霊 〜Spiritual Message〜」 「みんなのうた」 |        |
| 2009年7月27日 | 桑田佳祐の音楽寅さん 〜MUSIC TIGER〜「海の日記念スペシャルライブ」  | フジテレビ | 「涙の海で抱かれたい 〜SEA OF LOVE〜」 「MERRY X'MAS IN SUMMER」 「真夏の果実」 「悲しい気持ち (JUST A MAN IN LOVE)」 「マンピーのG★SPOT」 | [ 6 ]  |
| 2013年8月9日  | 35周年スペシャル 復活!サザンオールスターズの流儀                    | NHK        | 「涙の海で抱かれたい ～SEA OF LOVE ～」 「ピースとハイライト」 「蛍」 「栄光の男」 「人生の散歩道」 「海」 「C調言葉に御用心」 「夏をあきらめて」 「涙のキッス」 「太陽は罪な奴」「LOVE AFFAIR 〜秘密のデート」 「マンピーのG★SPOT」 「ロックンロール・スーパーマン 〜Rock'n Roll Superman〜」                                                                                               | [ 7 ]  |
| 2018年7月14日 | 音楽の日 2018                                                       | TBS        | 「涙の海で抱かれたい 〜SEA OF LOVE〜」 「壮年JUMP」 「闘う戦士たちへ愛を込めて」 | [ 8 ]  |
| 2018年8月8日  | クローズアップ!サザン 40周年プレミアム                              | NHK        | 「涙の海で抱かれたい ～SEA OF LOVE ～」 「闘う戦士たちへ愛を込めて」 「壮年JUMP」 「茅ヶ崎に背を向けて」 「いとしのエリー」 「YOU」 「SEA SIDE WOMAN BLUES」 「東京VICTORY」 「ミス・ブランニュー・デイ」 「HOTEL PACIFIC」 「みんなのうた」 「LOVE AFFAIR～秘密のデート」 「勝手にシンドバッド」                                                                                            | [ 9 ]  |
| 2019年1月1日  | クローズアップ!サザン 新春スペシャル                                | NHK        | 「涙の海で抱かれたい ～SEA OF LOVE ～」 「闘う戦士たちへ愛を込めて」 「壮年JUMP」 「茅ヶ崎に背を向けて」 「女呼んでブギ」 「いとしのエリー」 「YOU」 「愛の言霊 〜Spiritual Message〜」 「汚れた台所」 「SEA SIDE WOMAN BLUES」 「東京VICTORY」 「ミス・ブランニュー・デイ」 「匂艶 THE NIGHT CLUB」 「HOTEL PACIFIC」 「みんなのうた」 「LOVE AFFAIR～秘密のデート」 「勝手にシンドバッド」 | [ 10 ] |

## 受賞歴
| 年     | 音楽賞                         | 結果                     | 出典   |
| ------ | ------------------------------ | ------------------------ | ------ |
| 2004年 | 第18回日本ゴールドディスク大賞 | ソング・オブ・ザ・イヤー | [ 11 ] |

## チャート成績
2003年8月4日付のオリコン週間ランキングで初週36.5万枚を売り上げ1位を獲得し、2003年6月に再発売した「勝手にシンドバッド」から2作連続1位を獲得した。本作は累計74.2万枚（オリコン調べ）を売り上げ、21世紀に発売された自身のシングルの中で最高売上である。

## 収録曲
- 収録時間：18:32

1. 涙の海で抱かれたい 〜SEA OF LOVE〜 (4:25)
（作詞・作曲：桑田佳祐 / 編曲:サザンオールスターズ / 弦編曲：島健 & 原由子 / 管編曲：山本拓夫）
フジテレビ系月9ドラマ『僕だけのマドンナ』主題歌。
サザンのパブリックイメージである夏がテーマの楽曲[16]。しかし桑田によると「太陽は罪な奴」やソロ名義の「波乗りジョニー」といった「能天気な夏」を歌った曲に比べると「ちょっと影がある」「黄昏てる」といい、レコーディングではこれを「垂（しず）る感」と述べていたという[16]。桑田が言うには1970年代のアイドル歌謡曲といった風情を持った曲であり、自身が敬愛する筒美京平作品の影響があることも語っている[17]。
ミュージック・ビデオには小池栄子が出演しており、桑田が小池のグラビアを見たことをきっかけに出演を依頼したという[18]。小池は本作から21年後の2024年発表の楽曲「恋のブギウギナイト」のミュージック・ビデオにも出演している[19]。
2. 雨上がりにもう一度キスをして (5:11)
（作詞・作曲：桑田佳祐 / 編曲：サザンオールスターズ & 斎藤誠 / 管編曲：山本拓夫）
メンバー全員出演の日本航空『FLY! JAL!』CMソング。
発表は2003年だが、1999年9月から録音されており、「TSUNAMI」や「この青い空、みどり 〜BLUE IN GREEN〜」などと同時期に製作が開始された。当初はリズム・アンド・ブルースを意識した曲調だったが、2年間の活動休止を経て、製作が再開された後に桑田の生まれ故郷の茅ヶ崎などの地名が登場したポップな曲調と歌詞に仕上がったという[20]。
乃木坂46の遠藤さくらがサザンオールスターズで最も好きな曲として挙げている[21]。
3. OH! FRESH!! 〜ドクダミ・スパークのテーマ〜 (0:48)
（作詞・作曲:桑田佳祐　編曲:サザンオールスターズ）
発売直前までシークレットトラックであり、「勝手にシンドバッド 胸さわぎのスペシャルボックス」に封入されていた新曲の宣伝広告などでは全4曲の収録と発表されていた。
2015年に行われたライブ「おいしい葡萄の旅」では桑田が「ライブの途中で映像にして入れよう!!!」と発案し「Computer Children」と「栞のテーマ」の間のつなぎとして流され、それに伴いライブの本編に映し出される映像を作成した。桑田が全ての構成・コンテを監督した。セットの中の看板には「海のYeah」と書いてある[22]。
4. 恋人は南風 (4:36)
（作詞・作曲：桑田佳祐 / 編曲：サザンオールスターズ）
桑田が言うにはイタリア映画的な雰囲気やサウンドが取り入れられている楽曲[16]。
歌詞にある「Inside Outside U・M・I」というフレーズはザ・ビーチ・ボーイズの「サーフィン・U.S.A.」の歌詞の「Inside outside U.S.A.」をもじったものである[23]。
5. 経験II (3:30)
（作詞・作曲：桑田佳祐 / 編曲：サザンオールスターズ）
TBS系音楽番組『うたばん』オープニングソング。
サザン史上で最強のエロ度とも評されている[24]。セックスを題材とした歌で、歌詞には「はめて」「舐めて」「締めて」などの言葉が登場する。
歌詞・メロディ共に短時間で作られ、桑田としては理想的な曲の作り方であったという[16]。

## 参加ミュージシャン
- 桑田佳祐:Vocal, Chorus, Electric & Acoustic Guitars(#1-5)、Keyboards, Bass(#1-3,5)、Drums(#1,3)、Jaws Harp, Cow Bell, Narration(#3)
- 関口和之:Bass(#1-5)
- 松田弘:Drums(#1-5)
- 原由子:Piano, Electric Piano, Hammond Organ, Electric Organ, Chorus(#1-5)
- 野沢秀行:Percussion(#1-5)

- 涙の海で抱かれたい 〜SEA OF LOVE〜
  - 角谷仁宣:Computer Programming
  - 三沢またろう:Percussion
  - 山本拓夫:Tenor Sax, Soprano & Sopranino Saxes
  - 小倉博和:Electric Guitar
  - 金原千恵子ストリングス:Strings
- 雨上がりにもう一度キスをして
  - 角谷仁宣:Computer Programming
  - 三沢またろう:Percussion
  - 山本拓夫:Tenor Sax
  - 斎藤誠:Electric & Acoustic Guitars
  - 西村浩二:Trumpet
  - 荒木敏男:Trumpet
  - 清岡太郎:Trombone
- OH! FRESH!! 〜ドクダミ・スパークのテーマ〜
  - 角谷仁宣:Computer Programming
  - 401st All Stars:Sound Effect
- 恋人は南風
  - 角谷仁宣:Computer Programming
  - 成田昭彦:Percussion
- 経験 II
  - 角谷仁宣:Computer Programming, Mono Synthesizer
  - 浜岸美千子:Voice

## 収録アルバム
| 曲名                                       | 作品名           | 備考                                                                                           |
| ------------------------------------------ | ---------------- | ---------------------------------------------------------------------------------------------- |
| 涙の海で抱かれたい 〜SEA OF LOVE〜         | キラーストリート |                                                                                                |
| 涙の海で抱かれたい 〜SEA OF LOVE〜         | 海のOh, Yeah!!   |                                                                                                |
| 雨上がりにもう一度キスをして               | キラーストリート | アルバムバージョンで収録。イントロにドラム音が挿入され、アウトロのフェイクがカットされている。 |
| OH! FRESH!! 〜ドクダミ・スパークのテーマ〜 | アルバム未収録   |                                                                                                |
| 恋人は南風                                 | キラーストリート | アルバムバージョンで収録。アウトロのフェイクがカットされている。                               |
| 経験II                                     | アルバム未収録   |                                                                                                |

## ミュージック・ビデオ収録作品
| 曲名                                       | 作品名                                                            | 備考                         |
| ------------------------------------------ | ----------------------------------------------------------------- | ---------------------------- |
| 涙の海で抱かれたい 〜SEA OF LOVE〜         | 21世紀の音楽異端児 (21st Century Southern All Stars Music Videos) |                              |
| 雨上がりにもう一度キスをして               | 未収録                                                            |                              |
| OH! FRESH!! 〜ドクダミ・スパークのテーマ〜 | 21世紀の音楽異端児 (21st Century Southern All Stars Music Videos) | 2015年に制作されたバージョン |
| 恋人は南風                                 | Inside Outside U・M・I                                            |                              |
| 恋人は南風                                 | 21世紀の音楽異端児 (21st Century Southern All Stars Music Videos) |                              |
| 経験II                                     | 未収録                                                            |                              |

## ライブ映像作品
| 曲名                                       | 作品名                                                                                                  | 備考                                                                                              |
| ------------------------------------------ | --- | ------------------------------------------------------------------------------------------------- |
| 涙の海で抱かれたい 〜SEA OF LOVE〜         | SUMMER LIVE 2003「流石だスペシャルボックス」胸いっぱいの “LIVE in 沖縄” & 愛と情熱の “真夏ツアー完全版” |                                                                                                   |
| 涙の海で抱かれたい 〜SEA OF LOVE〜         | 桑田佳祐の音楽寅さん 〜MUSIC TIGER〜 あいなめBOX                                                        | 桑田佳祐ソロ名義の作品。DISC 3「♯14 海の日 LIVE 延長線! 〜あの日の寅さん ユースケ目線〜」に収録。 |
| 涙の海で抱かれたい 〜SEA OF LOVE〜         | SUPER SUMMER LIVE 2013 「灼熱のマンピー!! G★スポット解禁!!」 胸熱完全版                                 |                                                                                                   |
| 雨上がりにもう一度キスをして               | SUMMER LIVE 2003「流石だスペシャルボックス」胸いっぱいの “LIVE in 沖縄” & 愛と情熱の “真夏ツアー完全版” |                                                                                                   |
| OH! FRESH!! 〜ドクダミ・スパークのテーマ〜 | 未収録                                                                                                  |                                                                                                   |
| 恋人は南風                                 | 未収録                                                                                                  |                                                                                                   |
| 経験II                                     | 未収録                                                                                                  |                                                                                                   |